# 少女顶盖螺
少女顶盖螺（学名：Malluvium otohimeae），又名龍宮鳥貝、龍宮雀貝。
本物種是顶盖螺科Malluvium屬的腹足綱軟體動物。

## 語源
本物種的種小名源於日本傳統童話故事《浦島太郎》的一個角色「乙姫」。

## 分佈
本物種只分佈於台湾的綠島及龜山島，常栖息在淺海珊瑚礁、岩石底。